# Aaliyah Edwards
Aaliyah McKenzie Edwards (Kingston, 9 luglio 2002) è una cestista canadese.

## Carriera
Con il Canada ha disputato le Olimpiadi di Tokyo 2020 e tre edizioni dei Campionati americani (2019, 2021, 2023).